# Championnat d'Autriche féminin de football 2024-2025
Navigation
Édition précédente Édition suivante
La saison 2024-2025 du Championnat d'Autriche féminin de football (Österreichische Fußball-Frauenmeisterschaft) est la cinquante-troisième saison du championnat. Le SKN St. Pölten Frauen est le tenant du titre.

## Organisation
Le format change cette saison avec l'introduction de deux phases.
La première phase se déroule en mode championnat, chaque équipe joue deux fois contre chaque équipe adverse participante, une fois à domicile et une fois à l'extérieur.
Lors de la deuxième phase le championnat est scindé en deux, les quatre premiers jouant pour le titre en rencontres aller et retour et en conservant les points acquis lors de la première phase. Les six dernières équipes jouent pour la relégation en s'affrontant une seule fois et en conservant également les points acquis lors de la première phase. 

## Compétition

### Classement
| Rang | Équipe                          | Pts | J  | G  | N | P  | Bp | Bc | Diff |
| ---- | ------------------------------- | --- | -- | -- | - | -- | -- | -- | ---- |
| 1    | SKN St. Pölten T C              | 45  | 18 | 14 | 3 | 1  | 53 | 8  | +45  |
| 2    | Austria Vienne                  | 40  | 18 | 12 | 4 | 2  | 42 | 6  | +36  |
| 3    | First Vienna FC                 | 33  | 18 | 10 | 3 | 5  | 31 | 23 | +8   |
| 4    | Sturm Graz                      | 31  | 18 | 9  | 4 | 5  | 24 | 16 | +8   |
| 5    | SCR Altach                      | 22  | 18 | 7  | 1 | 10 | 23 | 30 | -7   |
| 6    | FC Bergheim                     | 21  | 18 | 4  | 9 | 5  | 12 | 16 | -4   |
| 7    | SV Neulengbach                  | 20  | 18 | 5  | 5 | 8  | 15 | 25 | -10  |
| 8    | SPG Kleinmünchen/Blau-Weiß Linz | 16  | 18 | 5  | 1 | 12 | 14 | 37 | -23  |
| 9    | SPG FC Lustenau / FC Dornbirn   | 13  | 18 | 3  | 4 | 11 | 12 | 36 | -24  |
| 10   | LASK P                          | 12  | 18 | 4  | 0 | 14 | 17 | 46 | -29  |

| Légende : Qualifications | Légende : Qualifications                                                     |
| ------------------------ | ---------------------------------------------------------------------------- |
|                          | Qualification pour la poule championnat                                      |
|                          | T : Tenant du titre P : Promu C : Vainqueur de la Coupe d'Autriche 2024-2025 |

### Poule championnat
Les équipes se rencontrent deux fois et conservent les points de la première phase.
| Rang | Équipe             | Pts | J  | G  | N | P | Bp | Bc | Diff |
| ---- | ------------------ | --- | -- | -- | - | - | -- | -- | ---- |
| 1    | SKN St. Pölten T C | 59  | 24 | 18 | 5 | 1 | 67 | 11 | +56  |
| 2    | Austria Vienne     | 46  | 24 | 13 | 7 | 4 | 51 | 13 | +38  |
| 3    | Sturm Graz         | 39  | 24 | 11 | 6 | 7 | 29 | 23 | +6   |
| 4    | First Vienna FC    | 37  | 24 | 11 | 4 | 9 | 34 | 37 | -3   |

| Légende : Qualifications | Légende : Qualifications                                                        |
| ------------------------ | ------------------------------------------------------------------------------- |
|                          | Qualification pour le premier tour de la Ligue des champions féminine 2025-2026 |
|                          | Qualification pour le premier tour de la Coupe Europa féminine 2025-2026        |
|                          | T : Tenant du titre P : Promu C : Vainqueur de la Coupe d'Autriche 2024-2025    |

- Le SKN St. Pölten remporte son dixième titre de champion d'affilé[2].

### Poule relégation
| Rang | Équipe                          | Pts | J  | G  | N  | P  | Bp | Bc | Diff |
| ---- | ------------------------------- | --- | -- | -- | -- | -- | -- | -- | ---- |
| 1    | SCR Altach                      | 37  | 23 | 12 | 1  | 10 | 34 | 31 | +3   |
| 2    | FC Bergheim                     | 28  | 23 | 6  | 10 | 7  | 18 | 20 | -2   |
| 3    | SPG Kleinmünchen/Blau-Weiß Linz | 24  | 23 | 7  | 3  | 13 | 18 | 39 | -21  |
| 4    | SV Neulengbach                  | 22  | 23 | 5  | 7  | 11 | 19 | 32 | -13  |
| 5    | LASK P                          | 20  | 23 | 6  | 2  | 15 | 31 | 51 | -20  |
| 6    | SPG FC Lustenau / FC Dornbirn   | 14  | 23 | 3  | 5  | 15 | 14 | 58 | -44  |

| Légende : Qualifications | Légende : Qualifications |
| ------------------------ | ------------------------ |
|                          | Relégation directe       |
|                          | P : Promu                |

## Bilan de la saison
| Championnat d'Autriche féminin de football 2024-2025 |                               |
| Champion                                             | SKN St. Pölten (10e titre)    |
| Dauphin                                              | Austria Vienne                |
| Coupes et trophées                                   |                               |
| Vainqueur de la Coupe d'Autriche 2024-2025           | SKN St. Pölten                |
| Qualifications continentales                         |                               |
| Ligue des champions féminine de l'UEFA 2025-2026     | SKN St. Pölten                |
| Ligue des champions féminine de l'UEFA 2025-2026     | Austria Vienne                |
| Coupe Europa féminine de l'UEFA 2025-2026            | Sturm Graz                    |
| Promotions et relégations                            |                               |
| Promus en OFB Frauen Bundesliga                      | SPG Südburgenland/Hartberg    |
| Relégués en 2. Liga                                  | SPG FC Lustenau / FC Dornbirn |